# Moschus anhuiensis
Moschus anhuiensis är en art i familjen myskhjortar som förekommer i Kina. Den listades en tid som underart till låglandsmyskdjur eller sibiriskt myskdjur men sedan början av 2000-talet godkänns den som art.
Arten blir 70 till 77 cm lång (huvud och bål), har en mankhöjd av nästan 50 cm, en 1,8 till 3,2 cm lång svans samt en vikt av 7,1 till 9,7 kg. Vuxna individer har allmänt en gråbrun päls som blir nästan svart på bakbenens nedre del. Öronen kännetecknas av vita kanter samt en svart baksida. Dessutom är största delen av kinderna och hjässan svarta. På hakan och på strupen förekommer vit päls. Från denna region går en vit linje över varje kind. En annan vit strimma bildar en ring kring bröstet. Ungar har orange strimmor på kroppen som blir punkter innan de helt försvinner.
Denna myskhjort lever i Dabiebergen i den kinesiska provinsen Anhui och kanske även i Hubei. Den vistas i bergsskogar med barrträd och lövträd.
En kull har ofta två ungar. Vissa honor kan få egna ungar innan de är ett år gamla.
Arten jagas liksom andra myskhjortar för köttets och för myskens skull. Den hotas dessutom av skogsavverkningar och annan habitatförstöring. Moschus anhuiensis listas av IUCN som starkt hotad (EN) och av Kinas nationella rödlista som akut hotad (CR).